# Coussey
Coussey ist eine französische Gemeinde mit 719 Einwohnern (Stand 1. Januar 2022) im Département Vosges in der Region Grand Est (bis 2015 Lothringen); sie gehört zum Arrondissement Neufchâteau und zum Gemeindeverband Ouest Vosgien.

## Geografie
Die  Gemeinde Coussey liegt etwa 40 Kilometer südlich von Toul, unweit der Grenze zum Département Meurthe-et-Moselle. Die nächstgelegene Kleinstadt ist Neufchâteau in sechs Kilometern Entfernung.
Die obere Maas durchfließt das Gemeindegebiet von Süden nach Norden und bildet mit zahlreichen Flussschlingen und den beiden Binneninseln Le Closelot und L’Îlotte ein etwa 1500 Meter breites Tal. Am nördlichen Rand der Gemeinde mündet der Vair, am Südende die Saônelle in die Maas. Das etwa 16 km² große Gemeindegebiet von Coussey ist im Talbereich rund um das Dorf hauptsächlich von Wiesen und Äckern geprägt, während im Westen Wälder dominieren (Bois de Coussey und Bois des Combelles). Das Maasufer liegt auf ca. 270 m; die westlich der Maas liegenden Hügel erreichen Höhen von maximal 422 m. Die Erhebungen sind Teil des 200 Kilometer langen Höhenzuges Côtes de Meuse.
Zu Coussey gehört der Ortsteil La Croix Noire, der quer zur dem rechten Maasufer folgenden Hauptsiedlungsachse angelegt wurde.
Nachbargemeinden von Coussey sind (im Uhrzeigersinn, von Norden beginnend) Domrémy-la-Pucelle, Maxey-sur-Meuse, Moncel-sur-Vair, Soulosse-sous-Saint-Élophe, Neufchâteau, Frebécourt, Sionne sowie Seraumont.

## Geschichte
Der Ort wurde im mittelalterlichen Latein Cussiacum genannt. Sprachforscher des 19. Jahrhunderts stellten einen Zusammenhang mit dem gallischen Personennamen Coccius her.
Die Gemeinde Coussey in ihrer heutigen Form wurde am 17. August 1736 als Teil der Vogtei Neufchâteau errichtet. Die Kirche gehörte zum Dekanat Neufchâteau in der Diözese Toul, ab 1778 zur neu gegründeten Diözese Saint-Dié. Die Pfarrei stand unter dem Einflussbereich des Abtes von St. Mansuy (Mansuetus).

### Wappen
Das Wappen der Gemeinde Coussey – angenommen 1866 anlässlich der 100-Jahr-Feier der Angliederung des Herzogtums Lothringen an Frankreich – zeigt in der rechten Hälfte einen Teil des Wappens der Grafschaft Bar, links den roten Schrägbalken mit drei silbernen gestümmelten Adlern auf einem goldenen Schild das lothringische Wappen. In der Mitte des Wappens ein blauer Halbmond, der an eine Reise des Touler Grafen Mathieu de Lorraine ins Heilige Land des Jahres 1214 erinnern soll. Statt des Halbmonds gibt es auch eine Deutung als Majuskel C für Coussey.

### Bevölkerungsentwicklung
| Jahr      | 1962 | 1968 | 1975 | 1982 | 1990 | 1999 | 2006 | 2013 | 2021 |
| Einwohner | 640  | 629  | 619  | 757  | 752  | 707  | 713  | 739  | 710  |

Im Jahr 1886 wurde mit 847 Bewohnern die bisher höchste Einwohnerzahl ermittelt. Die Zahlen basieren auf den Daten von cassini.ehess und INSEE.

## Sehenswürdigkeiten
- Kirche Mariä Himmelfahrt (Église de l’Assomption-de-Notre-Dame) aus dem 12. Jahrhundert, als Monument historique klassifiziert[5]
- Lavoir

Kirche Mariä Himmelfahrt in Coussey
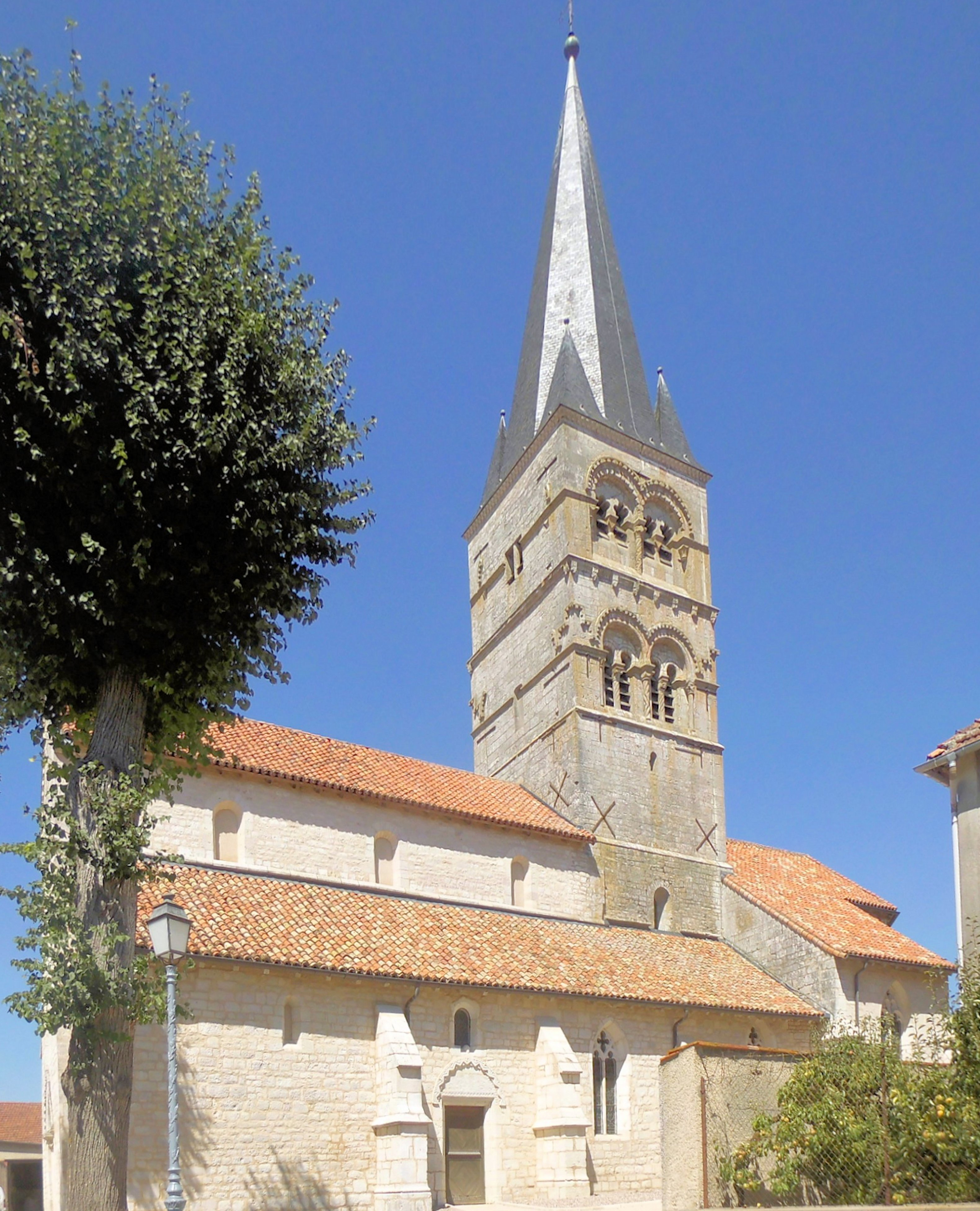
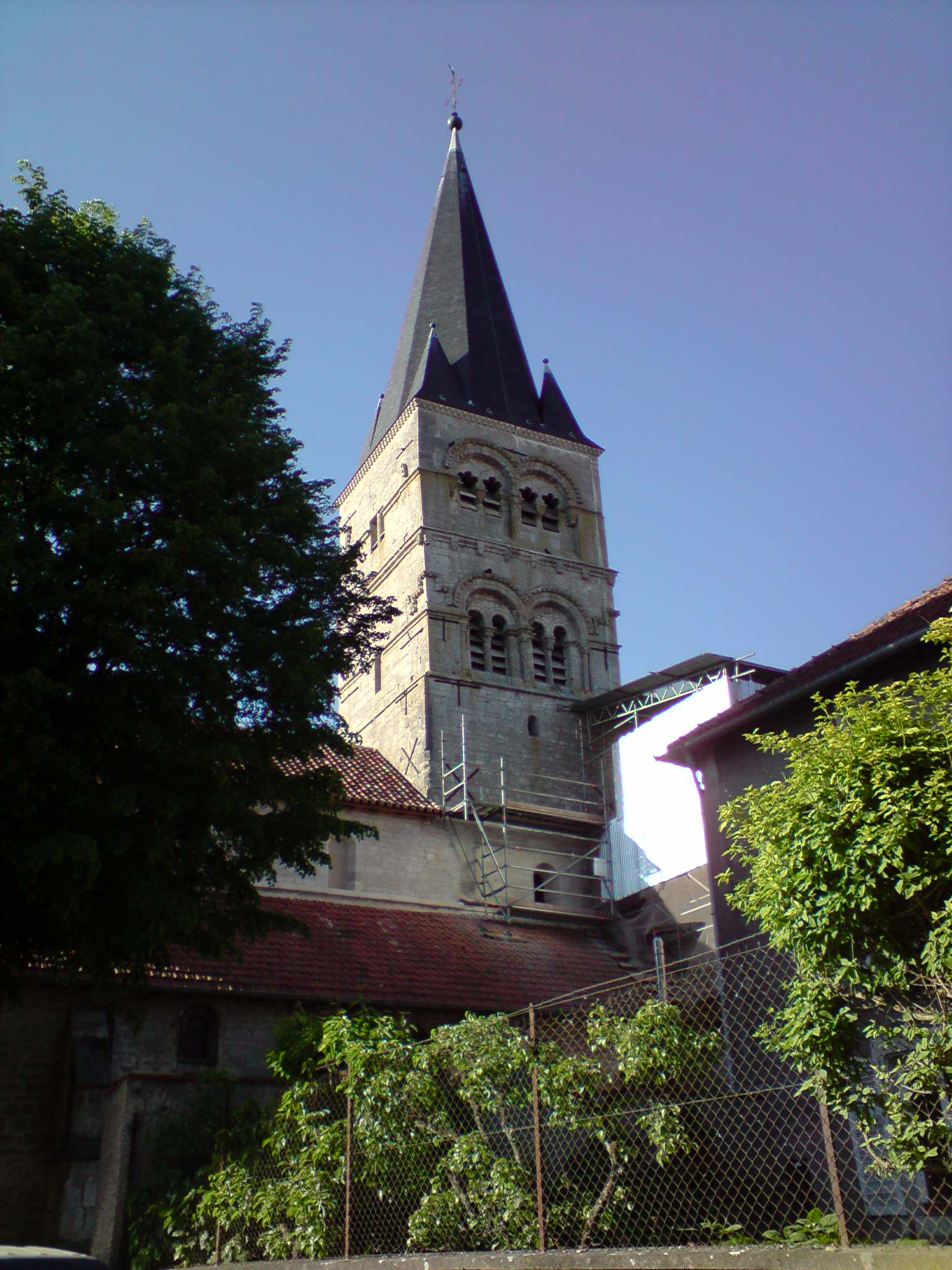
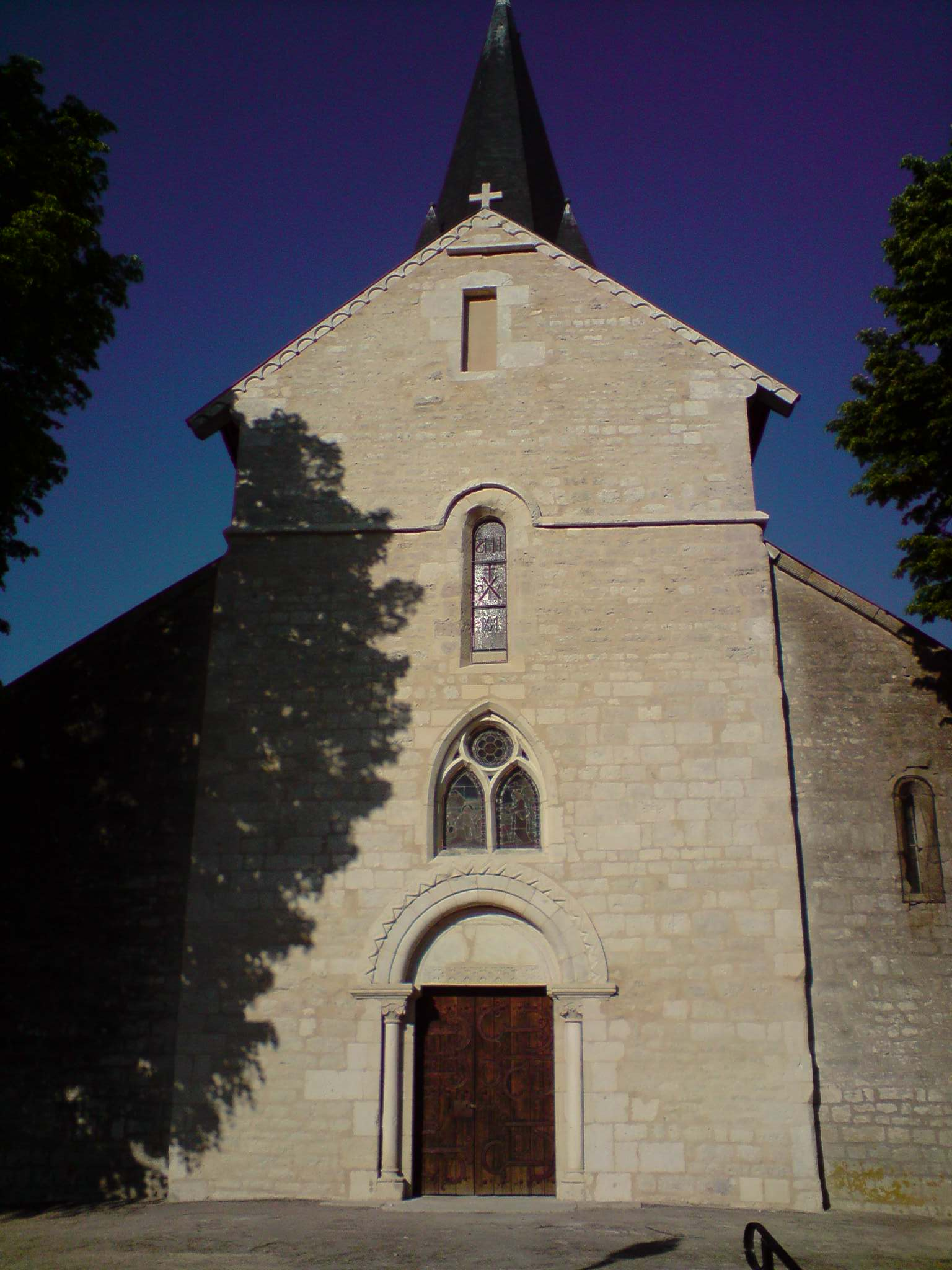
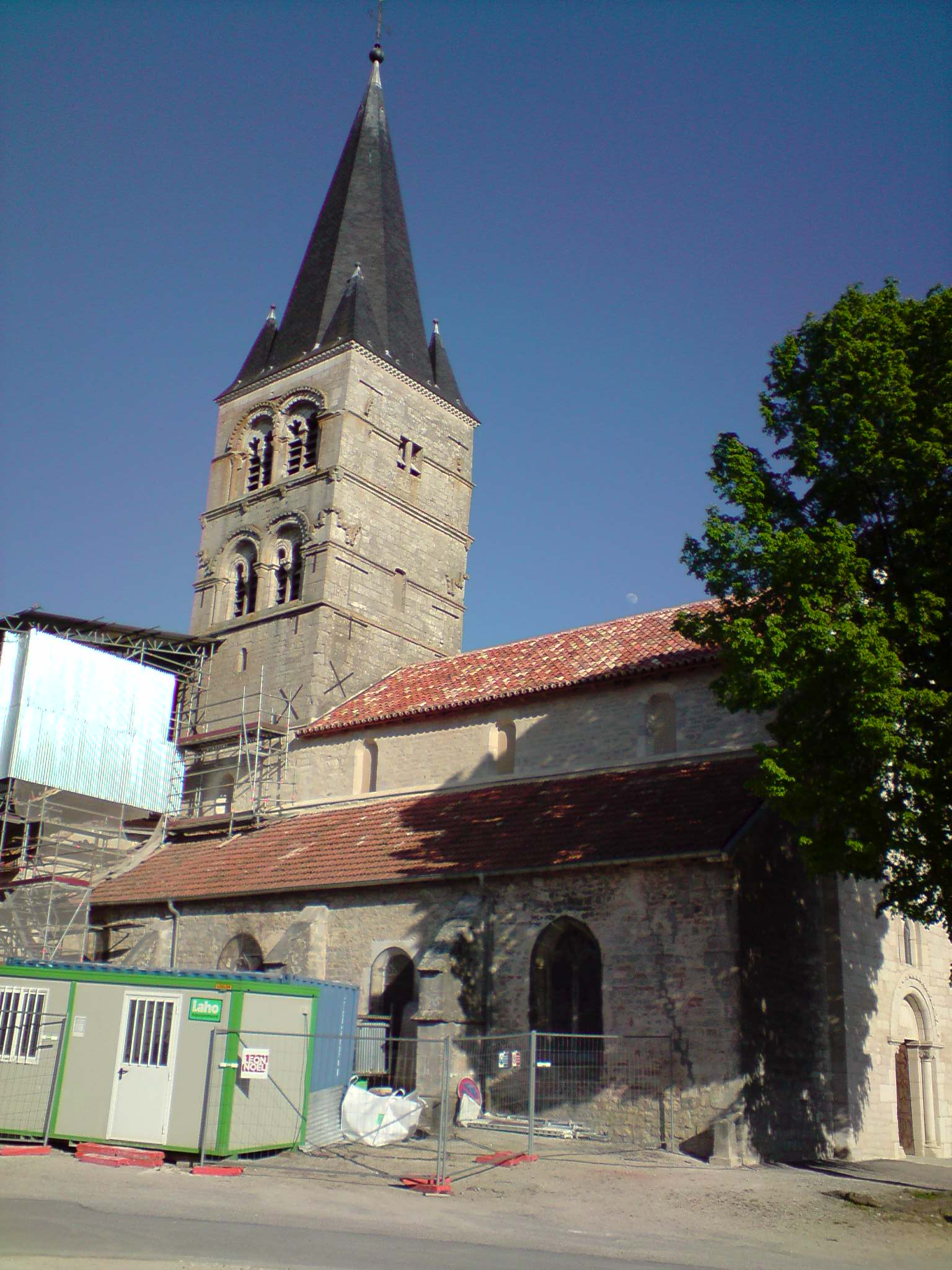

## Gemeindepartnerschaft
Coussey pflegt eine Partnerschaft mit der belgischen Gemeinde Anthisnes.

## Wirtschaft und Infrastruktur
In der Gemeinde sind neun Landwirtschaftsbetriebe ansässig (Getreide- und Gemüseanbau, Milchviehhaltung). Viele Bewohner pendeln in die nahegelegene Stadt Neufchâteau oder arbeiten im Tourismusbereich (Beherbergung zahlreicher Gäste, die das Geburtshaus von Jeanne d’Arc im kleinen Nachbardorf Domrémy-la-Pucelle besuchen).
Coussey hat eine Poststelle und ist darüber hinaus Kindergarten- und Grundschulstandort sowie Standort einer Gendarmeriebrigade.

### Verkehrsanbindung
Durch Coussey führt die Fernstraße D 164 von Bains-les-Bains über Darney, Contrexéville und Neufchâteau nach Commercy (und dem Maastal weiter folgend nach Verdun). Weitere Straßenverbindungen bestehen nach Gironcourt-sur-Vraine und Liffol-le-Grand. 24 Kilometer südöstlich von Coussey befindet sich die nächste Auffahrt zur Autoroute A31 (Toul-Dijon). Der ehemalige Bahnhof Cossey, an den noch eine Straße, die Rue de la Gare, erinnert, lag an der 1873 eröffneten Bahnlinie von Neufchâteau über Vaucouleurs nach Pagny-sur-Meuse, die 1990 für den Personenverkehr stillgelegt wurde. Der verbliebene Güterverkehr auf dem 7,5 Kilometer langen Abschnitt von Neufchâteau nach Coussey wird von der SNCF betrieben.